# پایان سن پترزبورگ
«پایان سن‌پترزبورگ» (روسی: Конец Санкт-Петербурга) یک فیلم صامت به کارگردانی وسوالد پودوفکین است که در سال ۱۹۲۷ منتشر شد.
از بازیگران آن می‌توان به وسوالد پودوفکین اشاره کرد.